# Il programmino di Gigi D'Agostino
Il programmino di Gigi D'Agostino era una trasmissione radiofonica, in onda sull'emittente Radio Italia Network, prodotta e condotta dal 2002 al 2004 dal dj Gigi D'Agostino.
Sull'onda del successo de Il programmino di Gigi D'Agostino, D'Agostino creò un cd omonimo con diversi brani suonati in radio e qualche inedito.